# Cromartyshire (circonscription du Parlement d'Écosse)
Avant les Actes d'Union de 1707, les barons du comté de Cromarty élisaient des commissaires pour les représenter au Parlement monocaméral d'Écosse et à la Convention des États.
Après 1708, Cromartyshire et Nairnshire ont alterné pour envoyer un membre à la Chambre des communes de Grande-Bretagne et plus tard à la Chambre des communes du Royaume-Uni.

## Liste des commissaires du comté
- 1600: John Urquhart de Craigfintray
- 1617-1633: Sir Thomas Urquhart de Cromarty
- 1639-41, 1643–44, 1644-47, 1648–51: pas de représentation

Pendant le Commonwealth d'Angleterre, d'Écosse et d'Irlande, les shérifs de Sutherland, Ross and Cromarty étaient représentés conjointement par un Membre du Parlement au Parlement du Protectorat à Westminster. Après la Restauration , le Parlement d'Écosse fut de nouveau convoqué pour se réunir à Édimbourg.
- 1665 convention, 1667 convention, 1669–1674, 1678 convention, 1681–82, 1685–1686: George Dallas de St Martins [1]
- 1693-1702, 1702-1707: Sir Kenneth Mackenzie de Cromarty and Grandvale[2]
- 1693: John Urquhart de Craighouse (expulsé, 1700)[3]
- 1700-1701: Roderick Mackenzie de Prestonhall [3]
- 1703-1707: Aeneas McLeod de Cadboll [4]